# Успенська вулиця (Кам'янець-Подільський)
Успе́нська вулиця — вулиця в Кам'янці-Подільському Хмельницької області. Розташована в Старому місті. З'єднує вулиці Замкову та Руську.

## Історія назви
До 11 вересня 1990 року — вулиця Утьосиста. Була спільна постанова Кам'янець-Подільського міськкому КПУ та міськвиконкому від 27 листопада 1962 року про перейменування з нагоди 900-річчя міста на вулицю професора Чеботарьова, але з якихось причин постанову не ввели в дію.
Назву вулиці дав давній вірменський Успенський храм, що, як вважали, розміщувався на північному заході Вірменського ринку. Проте за догадкою Ольги Пламеницької, насправді це був францисканський костел Успіння Діви Марії (нинішня Францисканська, 6), до якого в другій половині XVI століття прибудували каплицю для вірмен-уніатів.

## Відомі мешканці
Наприкінці XIX — на початку XX століття на Утьосистій вулиці мала власний будинок княгиня Ганна Хілкова. 1891 року у цьому будинку винаймав помешкання лікар Вільгельм Фаренгольц. Будинок не зберігся, оскільки забудову верхньої (північно-західної) частини вулиці (від Замкової вулиці до брами) після Другої світової війни повністю втрачено. Тут в одній з трьох квартир тодішнього будинку № 2 на початку вулиці в 1925—1941 роках (від народження і до війни) проживав Борис Ліпман — подільський композитор і диригент, який упродовж 50 років (у 1950—2000 роках) керував народною хоровою капелою місцевого педагогічного інституту (нині Кам'янець-Подільський національний університет імені Івана Огієнка).
Нині в нижній частині вулиці мешкає член Національної спілки художників України Микола Панасюк.